# Lullabies
Albums de Cocteau Twins
Garlands
(1982) The Pink Opaque
(1983)
Lullabies est un EP du groupe de rock écossais Cocteau Twins, édité par le label 4AD, le 1er novembre 1982. Cet EP dispose de trois pistes non contenues sur albums et a été édité quelques mois après leur premier album :Garlands.
L'EP a présenté un son plus fort et davantage de conduite, de fermeté que le premier album, qui avait provoqué une énorme sensation et était déjà considéré comme une étape importante par ses concepteurs.
Cet EP a été réédité en 1991 dans le cadre d'un coffret, et de nouveau en 2005 dans le cadre de la compilaton Lullabies to Violaine.

## Contexte
Lullabies a été enregistré aux Palladium Studios à Édimbourg, en Écosse et réalisé par Jon Turner. Il a été mélangé à Blackwing Studios à Londres, et réalisé par John Fryer.

## Liste des titres
Toutes les chansons sont écrites et composées par Cocteau Twins (Elizabeth Fraser, Robin Guthrie, Will Heggie).
| No | Titre                    | Durée |
| -- | ------------------------ | ----- |
| 1. | Feathers-Oar-Blades      | 4:31  |
| 2. | Alas Dies Laughing       | 3:39  |
| 3. | It's All But an Ark Lark | 8:04  |

## Personnel
- Elizabeth Fraser - voix
- Robin Guthrie - guitare
- Will Heggie - basse

Produit par Ivo Watts-Russell.